# Zlatý glóbus za nejlepší filmovou píseň
Zlatý glóbus za nejlepší píseň byl poprvé udělen za rok 1961 a od roku 1965 jej každoročně uděluje Asociace zahraničních novinářů v Hollywoodu (angl. Hollywood Foreign Press Association zkratka HFPA) na slavnostním ceremoniálu Zlatých glóbů.
Následující seznam obsahuje názvy vítězných písní; filmů, ke kterým byly napsány a jména jejich tvůrců. Rok u názvu písně znamená rok vzniku filmu; nikoliv rok, kdy se konal slavnostní ceremoniál. Má-li film český distribuční název, je uveden pod ním.

## Vítězové

### 1961–1970
- 1961: „Town Without Pity“ z filmu Town Without Pity – Hudba Dimitri Tiomkin, text Ned Washington
- 1964: „Circus World“ z filmu Circus World – Hudba Dimitri Tiomkin, text Ned Washington
- 1965: „Forget Domani“ z filmu Žlutý Rolls-Royce – Hudba Riz Ortolani, text Norman Newell
- 1966: „Strangers In the Night“ z filmu Man Could Get Killed – Hudba Bert Kämpfert, text Charles Singleton, Eddie Snyder
- 1967: „If Ever I Should Leave You“ z filmu Camelot – Hudba Frederick Loewe, text Alan Jay Lerner
- 1968: „The Windmills Of Your Mind“ z filmu Případ Thomase Crowna – Hudba Michel Legrand, text Alan Bergman, Marilyn Bergman
- 1969: „Jean“ z filmu Nejlepší léta slečny Jean Brodieové – Hudba a text Rod McKuen
- 1970: „Whistling Away the Dark“ z filmu Darling Lili – Hudba Henry Mancini, text Johnny Mercer

### 1971–1980
- 1971: „Life Is What You Make It“ z filmu Kotch – Hudba Marvin Hamlisch, text Johnny Mercer
- 1972: „Ben“ z filmu Ben – Hudba Walter Scharf, text Don Black
- 1973: „The Way We Were“ z filmu Takoví jsme byli – Hudba Marvin Hamlisch, text Alan Bergman, Marilyn Bergman
- 1974: „Benji's Theme (I Feel Love)“ z filmu Benji – Hudba Euel Box, text Betty Box
- 1975: „I'm Easy“ z filmu Nashville – Hudba a text Keith Carradine
- 1976: „Evergreen“ z filmu Zrodila se hvězda – Hudba Barbra Streisandová, text Paul Williams
- 1977: „You Light Up My Life“ z filmu You Light Up My Life – Hudba a text Joseph Brooks
- 1978: „Last Dance“ z filmu Thank God It's Friday – Hudba a text Paul Jabara
- 1979: „The Rose“ z filmu Růže – Hudba a text Amanda McBroom
- 1980: „Fame“ z filmu Sláva – Hudba Michael Gore, text Dean Pitchford

### 1981–1990
- 1981: „Arthur's Theme (Best That You Can Do)“ z filmu Arthur – Hudba a text Peter Allen, Burt Bacharach, Christopher Cross, Carole Bayer Sager
- 1982: „Up Where We Belong“ z filmu Důstojník a džentlmen – Hudba Jack Nitzsche, Buffy Sainte-Marie, text Wilbur Jennings
- 1983: „Flashdance… What a Feeling“ z filmu Flashdance – Hudba Giorgio Moroder, text Irene Cara, Keith Forsey
- 1984: „I Just Called To Say I Love You“ z filmu Žena v červeném – Hudba a text Stevie Wonder
- 1985: „Say You, Say Me“ z filmu Bílé noci – Hudba a text Lionel Richie
- 1986: „Take My Breath Away“ z filmu Top Gun – Hudba Giorgio Moroder, text Tom Whitlock
- 1987: „(I've Had) The Time Of My Life“ z filmu Hříšný tanec – Hudba John DeNicola, Donald Markowitz, Franke Previte, text Franke Previte
- 1988: „Let the River Run“ z filmu Podnikavá dívka – Hudba a text Carly Simonová & „Two Hearts“ z filmu Buster – Hudba Lamont Dozier, text Phil Collins
- 1989: „Under the Sea“ z filmu Malá mořská víla – Hudba Alan Menken, text Howard Ashman
- 1990: „Blaze Of Glory“ z filmu Mladé pušky II – Hudba a text Jon Bon Jovi

### 1991–2000
- 1991: „Beauty and the Beast“ z filmu Kráska a zvíře – Hudba Alan Menken, text Howard Ashman
- 1992: „A Whole New World“ z filmu Aladin – Hudba Alan Menken, text Tim Rice
- 1993: „Streets Of Philadelphia“ z filmu Philadelphia – Hudba a text Bruce Springsteen
- 1994: „Can You Feel the Love Tonight?“ z filmu Lví král – Hudba Elton John, text Tim Rice
- 1995: „Colors Of the Wind“ z filmu Pocahontas – Hudba Alan Menken, text Stephen Schwartz
- 1996: „You Must Love Me“ z filmu Evita – Hudba Andrew Lloyd Webber, text Tim Rice
- 1997: „My Heart Will Go On“ z filmu Titanic – Hudba James Horner, text Wilbur Jennings
- 1998: „The Prayer“ z filmu Kouzelný meč – Cesta na Camelot – Hudba a text David Foster, Carole Bayer Sager, Tony Renis, Alberto Testa
- 1999: „You'll Be In My Heart“ z filmu Tarzan – Hudba a text Phil Collins
- 2000: „Things Have Changed“ z filmu Skvělí chlapi – Hudba a text Bob Dylan

### 2001–2010
- 2001: „Until…“ z filmu Kate a Leopold – Hudba a text Sting
- 2002: „The Hands That Built America“ z filmu Gangy New Yorku – Hudba a text U2 (Bono, Adam Clayton, The Edge, Larry Mullen mladší)
- 2003: „Into the West“ z filmu Pán prstenů: Návrat krále – Hudba a text Annie Lennox, Howard Shore, Frances Walsh
- 2004: „Old Habits Die Hard“ z filmu Zlatíčko – Hudba a text Mick Jagger, David A. Stewart
- 2005: „A Love That Will Never Grow Old“ z filmu Zkrocená hora – Hudba Gustavo Santaolalla, text Bernie Taupin
- 2006: „The Song Of The Heart“ z filmu Happy Feet – Hudba a text Prince
- 2007: „Guaranteed“ z filmu Útěk do divočiny – Hudba a text Eddie Vedder
- 2008: „The Wrestler“ z filmu Wrestler – Hudba a text Bruce Springsteen
- 2009: „The Weary Kind (Theme From Crazy Heart)“ z filmu Crazy Heart – Hudba a text Ryan Bingham, T-Bone Burnett
- 2010: „You Haven't Seen The Last Of Me“ z filmu Varieté – Hudba a text Diane Warren

### 2011–2020
- 2011: „Masterpiece“ z filmu W. E. – hudba a text Madonna, Julie Frost & Jimmy Harry
- 2012: „Skyfall“ z filmu Skyfall – hudba a text Adele a Paul Epworth
- 2013: „Ordinary Love“ z filmu Mandela: Dlouhá cesta ke svobodě – hudba Bono, The Edge, Adam Clayton, Larry Mullen mladší, Brian Burton (a.k.a. U2) , text Bono
- 2014: „Glory“ z filmu Selma – hudba a text John Legend a Common
- 2015: „Writing's on the Wall“ z filmu Spectre – hudba a text Sam Smith a Jimmy Napes
- 2016: „City of Stars“ z filmu La La Land – hudba a text Justin Hurwitz a Benj Pasek a Justin Paul
- 2017: „This Is Me“ z filmu Největší showman – hudba a text Benj Pasek a Justin Paul
- 2018: „Shallow“ z filmu Zrodila se hvězda – hudba a text Lady Gaga, Mark Ronson, Anthony Rossomando a Andrew Wyatt
- 2019: „(I'm Gonna) Love Me Again“ z filmu Rocketman – hudba a text Elton John a Bernie Taupin
- 2020: „Io sì (Seen)“ z filmu Život před sebou – hudba a text Niccolò Agliardi, Laura Pausini a Diane Warren

### 2021–2030
- 2021: „No Time to Die“ z filmu Není čas zemřít – hudba a text Billie Eilish a Finneas O'Connell
- 2022: „Naatu Naatu“ z filmu RRR – hudba a text M. M. Keeravani a Chandrabose
- 2023: „What Was I Made For?“ z filmu Barbie – hudba a text Billie Eilish a Finneas O'Connell
- 2024: „El Mal“ z filmu Emilia Pérez – hudba a text Camille Dalmais, Clément Ducol a Jacques Audiard